# Mary McCarthy
Mary McCarthy, née le 21 juin 1912 à Seattle et morte le 25 octobre 1989 à New York, est une romancière et journaliste, critique littéraire et militante politique américaine.

## Biographie
Née à Seattle (État de Washington) dans une famille d'ancêtres aux origines diverses (catholiques irlandais, protestants, juifs), Mary McCarthy suit ses études à Vassar College, New York (promotion de 1933).
Collaboratrice à The New Republic, à The Nation, à Harper's Magazine et à la New York Review of Books, Mary McCarthy milite dans les rangs des communistes américains avant de s'en éloigner à la suite des procès de Moscou. Adversaire du maccarthisme comme du stalinisme, elle publie également deux ouvrages très critiques sur la guerre du Viêt Nam et le scandale du Watergate.

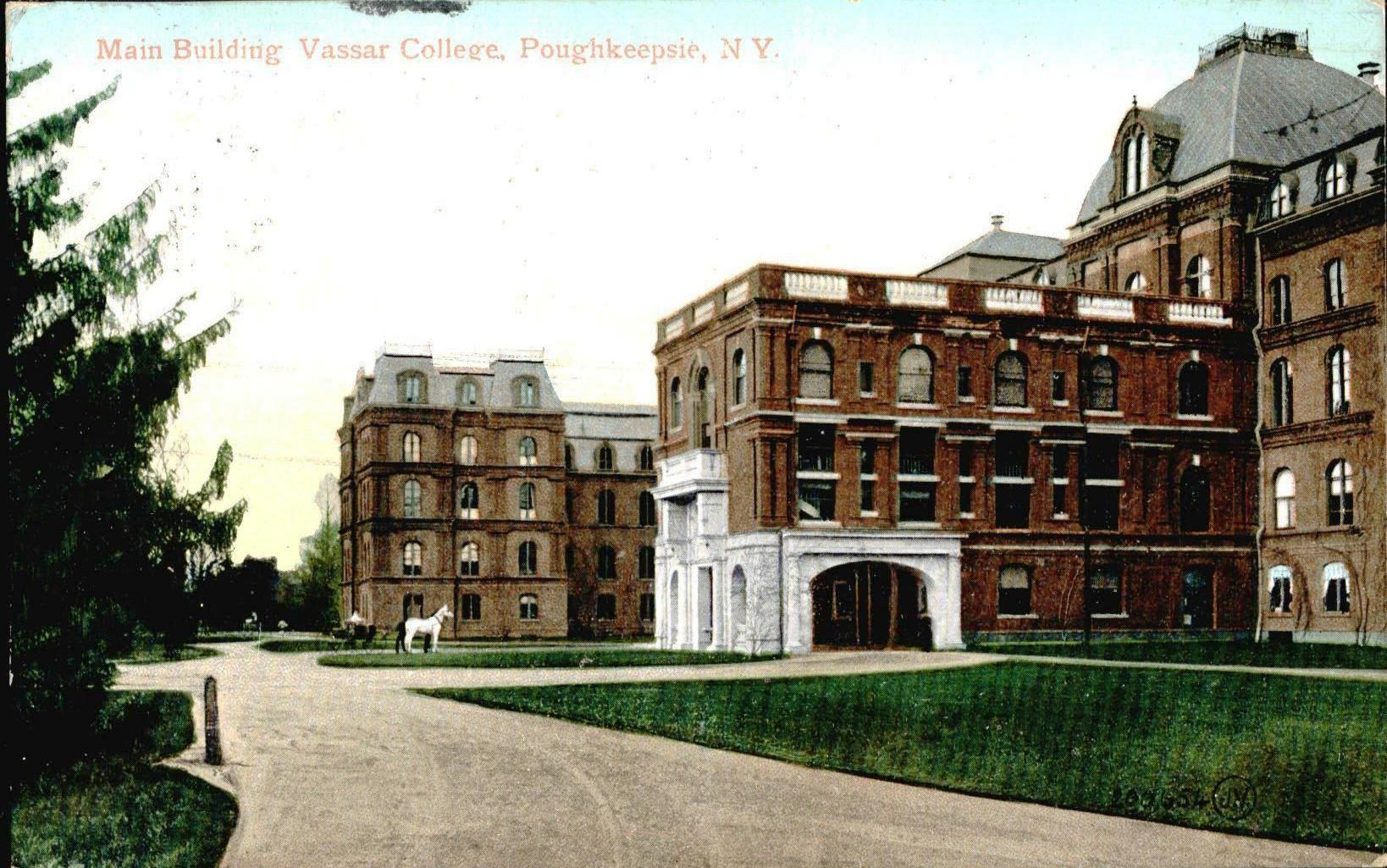
Vassar College quelques années avant Le Groupe.

En tant que romancière, elle connaît tout d'abord un succès de scandale avec L'Oasis qui reçoit en 1949 le prix Horizon mais la célébrité lui vient avec Le Groupe (1954), dont Sidney Lumet fait un film en 1966, avec Candice Bergen (dont c'est la première apparition à l'écran), Joan Hackett et Larry Hagman dans les rôles principaux. Le roman, tout comme le film, retrace les destins croisés de huit anciennes camarades d'université qui formaient jadis un « groupe », au cours des années 1930, dans un établissement qui offre de nombreuses similitudes avec Vassar.
Mary McCarthy s'est mariée quatre fois. L'un de ses époux fut le grand critique littéraire Edmund Wilson. Elle est la sœur de l'acteur Kevin McCarthy.
Une longue amitié a lié Mary McCarthy à Hannah Arendt. Leur correspondance a été éditée.

## Ouvrages traduits en français
- Venise connue et inconnue, notes d'André Chastel, éd. de L'Œil, Lausanne, 1956
- À contre-courant, Stock, 1965
- Vietnam, Jean-Jacques Pauvert, 1968
- Les Oiseaux d'Amérique, Robert Laffont, 1972, Livre de Poche, 1976
- Rapport sur le procès du capitaine Medina, Laffont, 1973
- Suspendu à un fil et autres essais, Laffont, 1974
- Littératures, Robert Laffont, 1974
- Watergate : la tragédie de l'Amérique, Gallimard/L'Air du Temps, 1974
- Cannibales et Missionnaires, Fayard, 1980
- Le Groupe, Stock, 1965 - réédité sous le titre Des filles brillantes, Belfond, 2022.
- La Vie d'artiste, 10/18, 1986
- Mémoires d'une jeune catholique, 10/18, 1986
- Dis-moi qui tu hantes, 10/18, 1986
- Le Roman et les Idées, et autres essais, Fayard, 1988
- L'Oasis et autres récits, Fayard, 1988
- Comment j'ai grandi, Fayard, 1990
- En observant Venise, Salvy, 1994
- Les Pierres de Florence, Salvy, 1994
- Un été si tranquille, Presses de la Cité, 2000
- Correspondance 1949-1975, par Hannah Arendt et Mary McCarthy

## Dans la fiction
Dans le film Hannah Arendt (2013), son rôle est joué par Janet McTeer.